# Ondřejník
Ondřejník je geomorfologický okrsek Štramberské vrchoviny. Tento samostatný masiv se táhne od severu na jih přes vrcholy Ondřejník (890 m), bezejmennou kótu (903 m), Stanovec (899 m) a nejvyšší vrchol Skalka (964 m).

## Popis
Jediným vrcholem Ondřejníku přístupným po turistické stezce je Skalka, na jejímž jihozápadním svahu se nachází stejnojmenná přírodní rezervace, tvořená převážně jedlobukovým porostem starým až 180 let, který místy nabývá charakteru pralesa. Z vrcholu se nabízí výhled na Radhošťskou hornatinu.
Balvany pod vrcholem Skalky daly podnět ke vzniku legendy, podle které zbojník Ondráš (Ondřej Fuciman, nar. 1680) ukrýval svůj lup do podzemí Lysé hory, kam prokopal ze Skalky chodbu, jejíž vchod zavalil právě těmito balvany.
Široké výhledy se naskýtají i z ostatních stran masívu: na severním a západním úbočí na Podbeskydskou pahorkatinu, na východním úbočí na Lysohorskou hornatinu. Po úbočí vedou krom několika pěších turistických stezek také dvě běžkařské trasy. Na několika místech průseky na prudkých srázech nabízejí možnost paraglidingu.
Pod vrcholem Ondřejníku se na jihovýchodní straně nachází turistická chata Ondřejník, která byla postavena Klubem českých turistů v letech 1906–1907 a rozšířena roku 1930. V roce 1933 byla v jejím sousedství postavena chata Solárka, která však roku 2002 vyhořela. V lokalitě se rovněž nachází kaple svatého Antonína Paduánského, u které se v den svátku tohoto světce koná každoročně pouť.
Celý masiv Ondřejníku býval v minulosti hustě zalesněný smrkovými lesy. Kalamita kůrovce v roce 2015 způsobila, že většina lesního porostu musela být vykácená. V roce 2020 byly započaty práce pro znovuzalesnění celého masivu. 

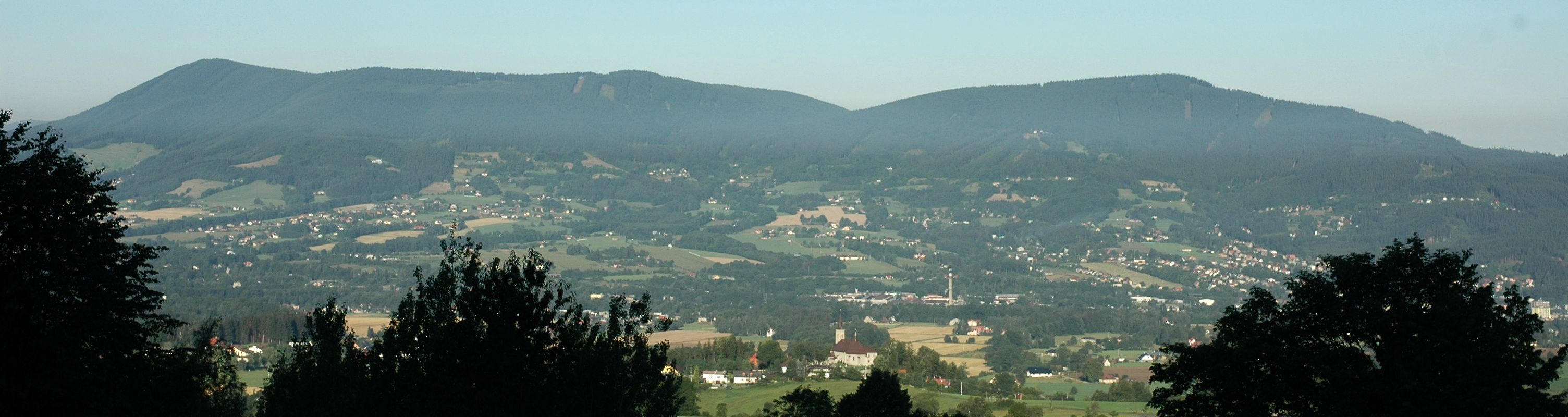
Celkový pohled na masiv Ondřejníku, vlevo nejvyšší vrchol Skalka
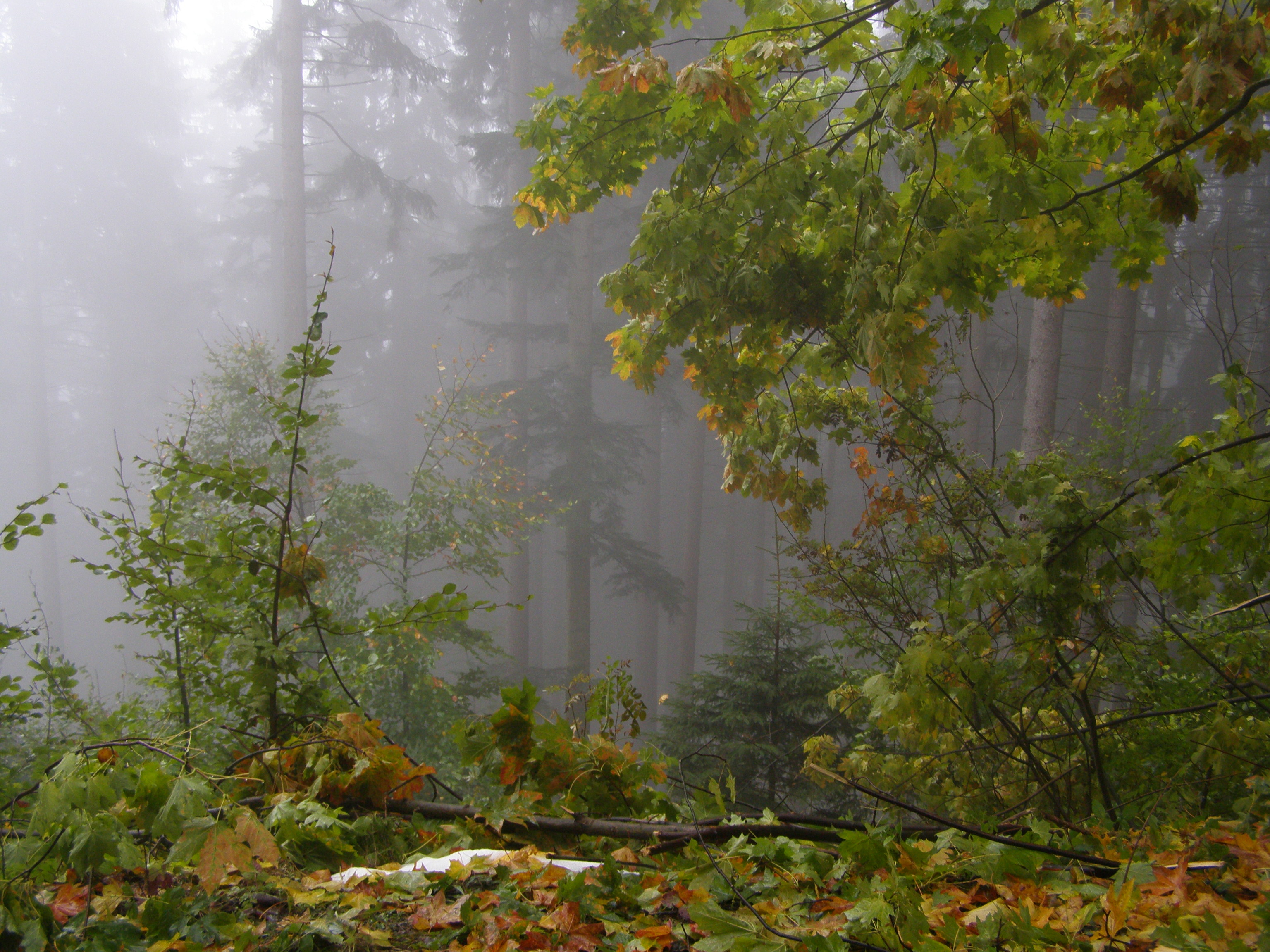
Podzimní les na úbočí Ondřejníku
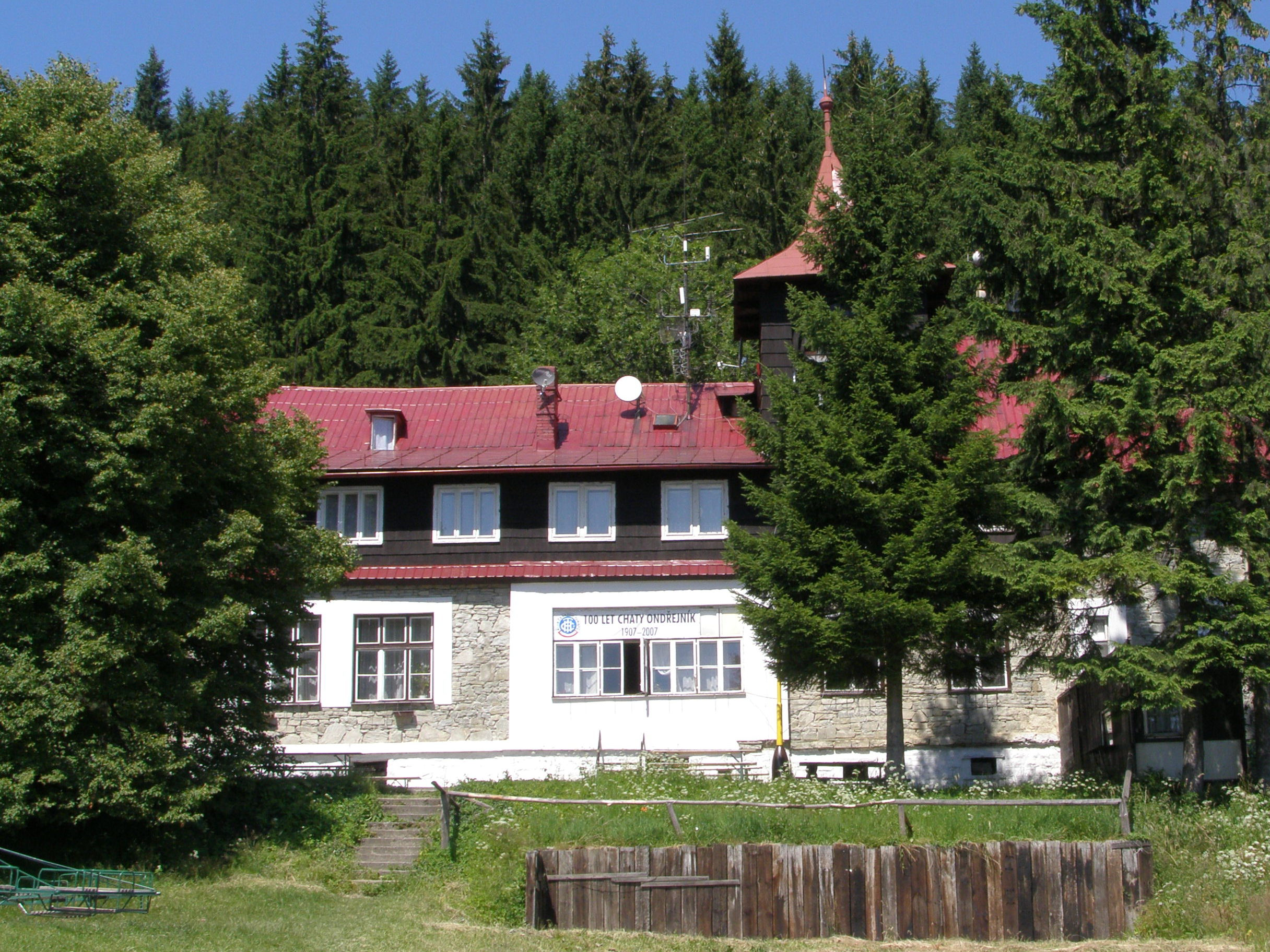
Turistická chata Ondřejník